# 스위프트 (프로그래밍 언어)
스위프트(영어: Swift)는 애플의 iOS와 macOS를 위한 프로그래밍 언어로 2014년 6월 2일 애플 세계 개발자 회의(WWDC)에서 처음 소개되었다. 스위프트 언어의 문법은 파이썬 언어라고 발표 초창기에 알려졌었다. 기존의 애플 운영체제용 언어인 오브젝티브-C와 함께 사용할 목적으로 만들어졌다.
오브젝티브-C와 마찬가지로 LLVM으로 빌드되고 같은 런타임을 공유한다. 클로저, 다중 리턴 타입, 네임스페이스, 제네릭스, 타입 유추 등 오브젝티브-C에는 없었던 현대 프로그래밍 언어가 갖고 있는 기능을 많이 포함시켰으며 코드 내부에서 C나 오브젝티브-C 코드를 섞어서 프로그래밍하거나 스크립트 언어처럼 실시간으로 상호작용하며 프로그래밍 할 수도 있다. 언어 설명서도 함께 배포되었다.
애플에서는 iBooks에서 Swift에 관한 책을 배포하고 있다.
2.0버전에서 3.0버전이 나오며 많은 C 형식의 for문이 삭제되고 ++,--연산자가 삭제되는 등 많은 변경이 되어 하위호환이 안된다.
 Xcode에서 사용 가능하다.

## 헬로 월드 프로그램
```
//Swift 2.0 이전

println
(
"Hello, World!"
)

//Swift 2.0 이후

print
(
"Hello, World!"
)

```

## 0부터 9까지 반복문
```
//Swift 2.2 까지

for
 
(
var
 
i
=
0
;
i
<
10
;
i
++
)
 
{

 
print
(
i
)

}

//Swift 3.0 이후

for
 
i
 
in
 
0.
.
<
10
 
{

 
print
(
i
)

}

```

## 같이 보기
- Xcode
- 오브젝티브-C
- 파이썬